# August Heinroth
August Carl Ferdinand Heinroth, genannt Nestor (* 21. Mai 1875 in Osnabrück; † 9. April 1967 in Berlin-Zehlendorf) war ein deutscher Jurist.

## Leben

### Kindheit, Jugend, Studium und Referendariat
August Heinroth verbrachte seine Kindheit bis zum 12. Lebensjahr in seiner Geburtsstadt Osnabrück, wo er das Ratsgymnasium besuchte. Von 1887 bis 1892 besuchte der das Gymnasium in Hagen. In dieser Zeit wurde er 1889 zum Halbwaisen, als seine Mutter an einer als gastrisches Fieber fehldiagnostizierten und daher nicht operierten Blinddarmentzündung starb. Anschließend besuchte er in Hannover das Lyzeum I, an dem er im Februar 1893 das Abitur erlangte. Danach begann er das Studium der Rechtswissenschaft an der Ludwig-Maximilians-Universität München. Nach einem Semester wechselte er, einer Familientradition folgend, an die Georg-August-Universität Göttingen. Da das Corps seines Vaters, Friso-Luneburgia, suspendiert war, wurde er 1894 im Corps seines Großvaters Brunkhorst, Bremensia, aktiv. Nach drei Semestern in Göttingen setzte er sein Studium an der Friedrich-Wilhelms-Universität zu Berlin fort, wo auch sein Göttinger Corpsbruder Adolf Jenckel zur selben Zeit Medizin studierte. Neben den juristischen Vorlesungen hörte Heinroth Nationalökonomie bei Adolph Wagner und Gustav Schmoller sowie deutsche Geschichte bei Heinrich von Treitschke. Zudem nahm er an einigen Vorlesungen des Chirurgen Ernst von Bergmann teil. Am 5. Januar 1897 legte er das Referendarexamen ab. Das Referendariat absolvierte Heinroth in Herzberg am Harz, Göttingen, Goslar und Celle. Am 18. September 1901 bestand er die große Staatsprüfung. 

### Beigeordneter in Gelsenkirchen
Zunächst als Gerichtsassessor in Osterode am Harz tätig, ging Heinroth 1903 nach einer kurzen Vorbereitungszeit beim Oberbürgermeisteramt in Düsseldorf als juristischer Hülfsarbeiter in das damals 120.000 Einwohner zählende Gelsenkirchen. Nach einigen Monaten wurde er am 22. Dezember 1903 für eine Periode von zwölf Jahren zum hauptamtlichen Beigeordneten der Stadt Gelsenkirchen und damit zum Stellvertreter des Oberbürgermeisters Theodor Machens gewählt, der ihm neben dem Rechts- und Steuerdezernat auch das Personal- und Finanzdezernat anvertraute. In seiner Amtszeit erwarb sich Heinroth durch seine Zusammenarbeit mit der rheinisch-westfälischen Großindustrie, deren Vertreter die Gelsenkirchener Stadtverordnetenversammlung beherrschten, besondere Verdienste um die Finanzen der Stadt. Zu diesen Vertretern gehörten neben anderen Emil Kirdorf, Erwin Hasenclever und Johann Jacob Haßlacher. Nach einigen Jahren im Amt erweiterte er seinen Aufgabenbereich durch die Gründung eines Kunstdezernats. Für die von ihm eingerichteten städtischen Sinfoniekonzerte konnte er das Essener Sinfonieorchester unter Leitung von Hermann Abendroth und die Dortmunder Philharmoniker unter Leitung von Georg Hüttner gewinnen. Für die Gelsenkirchener Kammermusik-Konzerte konnte er namhafte Künstler aus ganz Deutschland engagieren, unter ihnen die Kammersängerin Emmi Leisner, mit der ihn später eine lebenslange Freundschaft verbinden sollte. Die Stadttheater Essen und Dortmund verpflichtete er zu Operngastspielen sowie das Schauspielhaus Düsseldorf unter Leitung von Louise Dumont und Gustav Lindemann zu Gastspielen. Nach Ablauf der ersten Amtsperiode wurde Heinroth wiedergewählt. Am 1. Januar 1919 trat er in den Ruhestand. Bei seiner Verabschiedung wurde insbesondere sein Wirken für die Stadt Gelsenkirchen während des Ersten Weltkriegs gewürdigt.

### Rechtsanwalt und Notar in Berlin
In seiner Amtszeit als Beigeordneter von Gelsenkirchen hatte sich Heinroth als Mitarbeiter des Preußischen Verwaltungsblattes durch zahlreiche Aufsätze in dieser angesehensten Zeitschrift des Verwaltungsrechts sowie durch Artikel in größeren Tageszeitungen über die Stadtgrenzen von Gelsenkirchen hinaus einen Ruf als Verwaltungsjurist erworben. Mit dieser Reputation ließ er sich zu Beginn des Jahres 1919 am Sitz des Preußischen Oberverwaltungsgerichts, der höchsten Instanz in Preußen in Fragen des Steuer- und Gemeinderechts, in Berlin als Rechtsanwalt nieder. Als Steuer- und Verwaltungsfachmann erhielt er in kurzer Zeit zahlreiche Mandate der Städte und großen Landgemeinden des Ruhrgebiets sowie der Großindustrie zur Vertretung vor den Ministerialbehörden und dem Oberverwaltungsgericht. Bereits nach einigen Monaten bot ihm Ulrich von Hassell, der damals Präsident des Verbandes der Preußische Landkreise war, an, als Vertrauensmann des Verbandes die Vertretung der Landkreise und Beratung der Landräte in Fragen des Verwaltungs- und Finanzrechtes zu übernehmen. Auch wurde er der Vertrauensanwalt des Preußischen Städtetags. 1921 erhielt Heinroth zudem die Zulassung als Notar. In den Folgejahren beurkundete er die damals größten Firmenfusionen der deutschen Wirtschaftsgeschichte wie beispielsweise die Fusion der Gelsenkirchener Bergwerks-AG mit dem Bochumer Verein und der Deutsch-Luxemburgische Bergwerks- und Hütten-AG. Er beurkundete zudem zahlreiche Testamente von sehr wohlhabenden Berliner Familien. Für die UFA beurkundete mehr als 1.000 Verträge. Zudem gehörte er dem Aufsichtsrat der Vox-Schallplatten- und Sprechmaschinen-AG an. Heinroth war einer der bekanntesten Anwälte der Reichshauptstadt.

### Rechtsanwalt und Notar auf Sylt
Nach den schweren Luftangriffen auf Berlin zu Beginn des Jahres 1945 verließ Heinroth mit seiner Ehefrau die Stadt und fand zunächst Schutz in Erlabronn. Wegen der schlechten Sicherheitssituation in Berlin nach Kriegsende siedelten er mit seiner Frau im August 1945 nach Kampen über in ihr Ferienhaus, das sie in der Zeit vor dem Zweiten Weltkrieg erworben hatten, und ließ sich dort als Rechtsanwalt und Notar nieder. Bald nach seiner Zulassung am Amtsgericht Westerland wurde er von der britischen Militärregierung zum Mitglied des Entnazifizierungsausschuss bestellt. Wegen Zweifeln an der Objektivität dieses Gremiums stellte er nach kurzer Zeit der Militärregierung sein Amt zur Verfügung und übernahm in der Folge mit derer ausdrücklichen Befürwortung die Verteidigung des größten Teils der Sylter NSDAP-Mitglieder vor diesem Ausschuss. Er war Mitglied des Gemeinderates von Kampen und des Insel-Zweckverbandes. Mitte der 1950er Jahre kehrte Heinroth in seine Villa in der Goethestraße 46 in Berlin-Zehlendorf zurück. Die Sommer verbrachte er aber noch bis ins höchste Alter stets in Kampen.

### Würdigung nach dem Tod
Oberbürgermeister Hubert Scharley und Oberstadtdirektor Hans Hülsmann der Stadt Gelsenkirchen würdigten in einem gemeinsamen Nachruf die Verdienste von August Heinroth um das Wohl der Stadt Gelsenkirchen. Die Sylter Rundschau würdigte in einem Nachruf seine Verdienste um die Gemeinde Kampen (Sylt) in den Nachkriegsjahren. Der Jurist und Montanindustrielle Hans Fusban verfasste einen ausführlichen Nachruf in der Corpszeitung der Bremensia.

Bilder zu August Heinroth
August Heinroth mit seiner Mutter Adeline und seinem jüngeren Bruder Hans
August Heinroth, stehend, 1894 als Aktiver des Corps Bremensia
August Heinroth 1899 als Referendar in Goslar
August Heinroth 1903 als Gerichtsassessor
August Heinroth 1915 als Beigeordneter der Stadt Gelsenkirchen

## Familie
August Heinroth war der älteste Sohn des Kammergerichtspräsidenten Wilhelm Heinroth und der Adeline Christine Heinroth geb. Brunkhorst (1848–1889). Seine Großeltern waren Johann Heinrich Jacob Heinroth (1807–1850), Pastor in Limmer, und Wilhelmine Catharine Dorothee Heinroth geb. Dierks (1820–1845) sowie der Justizrat Jürgen Peter Brunkhorst (1811–1886), Angehöriger des Corps Bremensia, und Adelheid Katharina Brunkhorst geb. Schriefer (1808–1858). 
Der Göttinger Musikdirektor Johann August Günther Heinroth war einer seiner Urgroßväter. Der Ornithologe Oskar Heinroth war ein Vetter seines Vaters.
1921 heiratete August Heinroth Elfriede Hermine Knobelsdorf (1899–1980), Tochter des Bauführers in Osnabrück Paul Knobelsdorf (1870–1914) und der Hermine Caroline Laura Knobelsdorf geb.Tilenius (1873–1901). Aus der Ehe gingen zwei Söhne hervor, Karl-August Hans Heinroth (1922–2006), Chemiker, verheiratet mit Helga Dorothea Esselmann (1936–2019), Tochter des Chemikers Paul Esselmann, und Hans-Ferdinand Martin Heinroth (1923–1945).